# NGC 4645B
NGC 4645B је спирална галаксија у сазвежђу Кентаур која се налази на NGC листи објеката дубоког неба.
Деклинација објекта је - 41° 21' 45" а ректасцензија 12h 43m 31,1s. Привидна величина (магнитуда) објекта NGC 4645 износи 12,0 а фотографска магнитуда 13,0. NGC 4645B је још познат и под ознакама ESO 322-60, MCG -7-26-34, DCL 157, PGC 42813.